# Július Trnka
Július Trnka (29. září 1910 Zvolen – 24. června 1989 Bratislava) byl velitel výcvikového střediska československých letců v SSSR, letecký důstojník u štábu velitelství 1. československého armádního sboru.

## Život
Ve Zvolenu vystudoval osmileté reálné gymnázium. Dále absolvoval 4 semestry na Vysoké školy technické v Praze, obor architektura a pozemní stavitelství. Od října 1932 do října 1933 byl v rámci vojenské základní služby frekventantem školy pro důstojníky pěchoty v záloze, v Košicích. Od 15. 9. 1933 do 30. 6. 1935 studoval na Vojenské akademii v Hranicích. Dne 1. července 1935 byl v hodnosti poručíka letectva zařazen do 37. letky 3. leteckého pluku ve Vajnorech. Od 3. 1. 1936 do 27. 6. 1936 absolvoval dodatečný letecký kurz v Prostějově. Od 28. 7. 1937 byl přidělen jako zkušební pilot do Vojenský technický a letecký ústav v Letňanech. Od 30. 10. 1938, v době branné pohotovosti státu, působil u 3. leteckého pluku v Piešťanech a dne 10. 1. 1939 byl znovu přidělen do Letňan.
Po vzniku Slovenského státu se stal příslušníkem slovenské armády. Od 20. 3. 1939 do 31. 7. 1940 byl velitelem cvičné letky a od 31. 7. 1940 do 31. 12. 1943 velitelem letecké školy v Piešťanech, Od 1. 10. 1940 velitelem letecké školy v Trenčianských Biskupicích a od 16. 8. 1943 v Banské Bystrici. Od 31. 5. 1944 byl přidělen k Velitelství vzdušných zbraní a od 31. 7. 1944 byl přidělen k Východoslovenské armádě ve funkci velitele vzdušných zbraní.
Počátkem slovenského národního povstání (dne 31. srpna 1944) odletěl, spolu s náčelníkom štábu Východoslovenské armády Viliamem Talským, do Polska k maršálovi Ivanovi Koněvovi dohodnout koordinaci bojových akcí s Rudou armádou. S letounem Fi 156 Storch přistál v blízkosti města Zoločiv.
Byl přijat do 1. československého armádního sboru a od 1. 9. 1944 do 15. 12. 1944 zastával funkci velitele výcvikového strediska československých letců v SSSR. Od 15. 12. 1944 do 5. ledna 1945 byl zástupcem velitelem 1. československé smíšené letecké divize v SSSR a od 10. 1. 1945 do 25. 6. 1945 byl leteckým důstojníkem u štábu velitelství 1. československého armádního sboru.
Po druhé světové válce zastával různé velitelské funkce v československé armádě. Dne 1. 10. 1948 byl povýšen do hodnosti plukovníka letectva. V letech 1951 až 1958 působil ve velitelsko-štábních strukturách leteckých technických divizí československého vojenského letectva. Ke dni 30. 9. 1958 byl propuštěn do zálohy. Poté se zúčastnil výstavby bratislavského letiště a pak pracoval v Československé televizi, v Bratislavě.

## Vyznamenání (výběr)
- Vojenský vítězný kříž (1944)
- Záslužný řád Německého orla (1941)
- Řád koruny krále Zvonimira II. st. s meči (1943)
- Ordinul Steaua Romăniei eu spade in gradul Ofiter cu paglica de Virtute Militara (1943)
- Československý válečný kříž 1939 (1945)
- Řád Slovenského národního povstání I. tř.
- Československá medaile Za chrabrost před nepřítelem
- Československá medaile za zásluhy I. st.
- Pamětní medaile československé armády v zahraničí se štítkem SSSR